# Lacul și vulcanul Toba
Lacul Toba este situat în partea nordică a Insulei Sumatra, la sud de principalul oraș al acesteia, Medan. Are aproape 100 km lungime și este cel mai mare bazin de apă dulce de pe insulă, precum și unul dintre cele mai mari lacuri de origine vulcanică de pe glob. Aproximativ o jumătate din suprafața lacului este ocupată de Insula Samosir, unită cu uscatul prin intermediul unui istm în apropiere de orașul Pangururan..

## Istorie
În nordul podișului Batak locuiește, de veacuri, populația batak. Până la jumătatea secolului al XIX-lea, aceste grupuri etnice au trăit într-o izolare completă de lume, dezvoltându-și propria cultură ermetică.
Primul european care a ajuns pe țărmul lacului Toba a fost lingvistul olandez Herman Neubronner van der Tuuk. El a sosit pe teritoriul grupului etnic batak în anul 1853 și a rămas printre membrii tribului multă vreme. El a tradus chiar și Biblia în limba locală. Civilizația de vânători și culegători ai grupului batak a dispărut însă cu timpul.

## Geologie

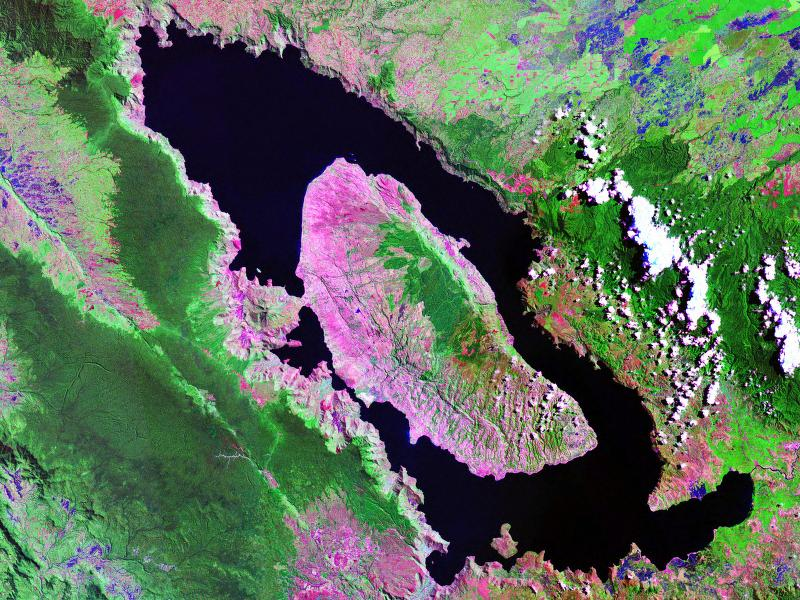
Imagine din satelit a Lacului Toba

Lacul Toba a luat naștere într-o calderă uriașă. Cu aproximativ 75.000 de ani în urmă, aici a avut loc una dintre cele mai puternice erupții vulcanice din istoria Terrei: vulcanul Toba a aruncat în atmosferă, cu o viteză imensă, peste 2.000 km³ de cenușă, care au ajuns până pe Insula Ceylon, situată la mii de kilometri depărtare. Pierderea unei cantități atât de mari de magmă și de alte materiale din interiorul fierbinte al vulcanului a determinat afundarea conului acestuia și apariția unei caldeire în care s-a format un lac. Terenul a fost modelat și de erupțiile vulcanice care au urmat și datorită cărora s-au ridicat din nou două laturi ale craterului: lanțul muntos dintre localitățile contemporane Parapat și Porsea, precum și Insula Samosir din mijlocul lacului Toba. Suprafața insulei Samosir este de 630 km².

## Climă
Clima este tropical umedă, cu o temperatură medie multianuală de +25 °C în luna ianuarie și de +27 °C în luna august.

## Faună
În pădurile de pe Iinsula Samosir trăiesc cete de maimuțe, în special babuini.

## Turism

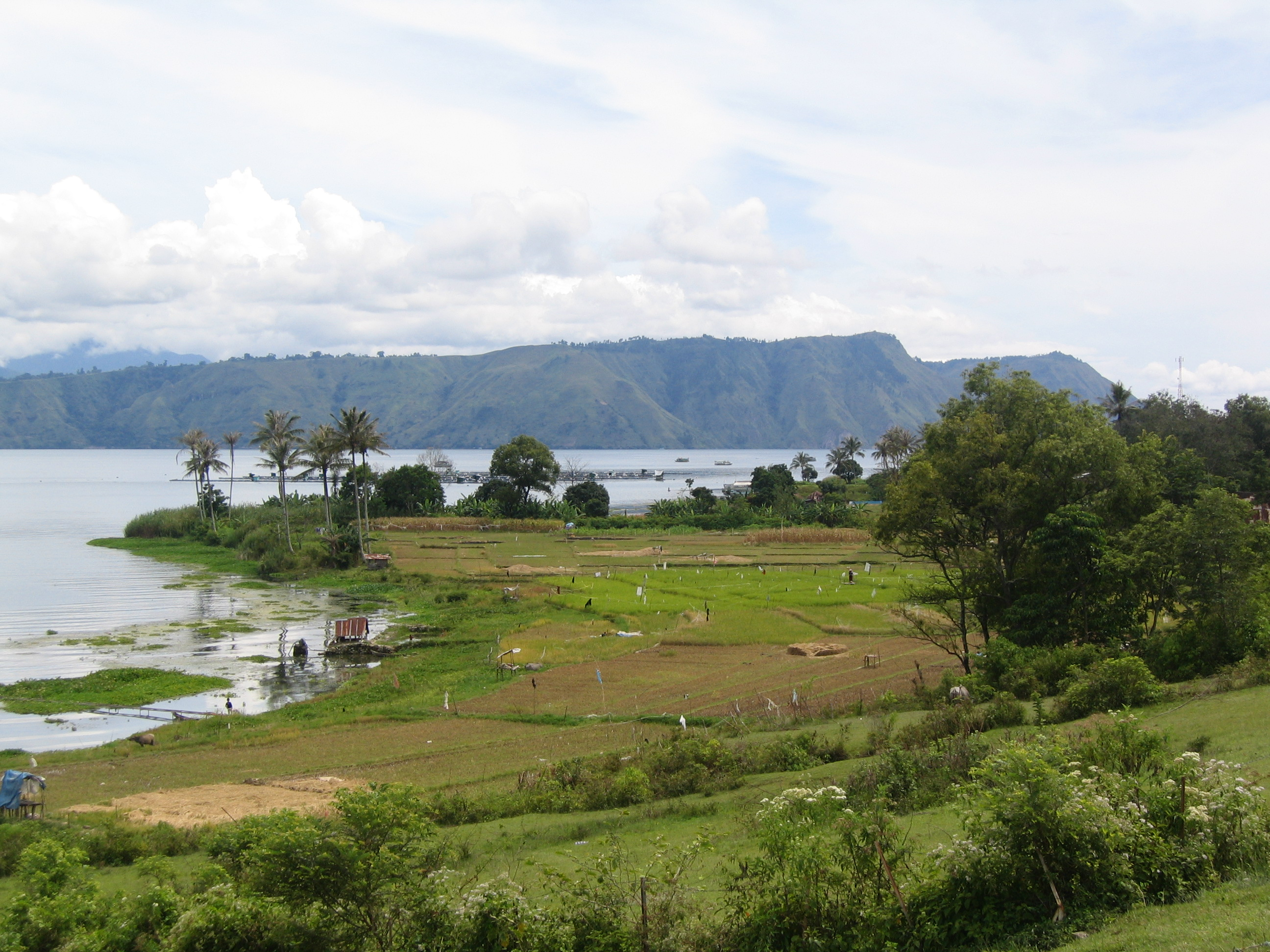

Peisajele de origine vulcanică din preajma lacului Toba constituie o atracție pentru turiști de multă vreme. Aici vin pescari care își dau întâlnire pe Insula Samosir. În prezent, cea mai populară stațiune turistică a insulei este Tomok, unde se află mormântul regelui Sidabutar, păzit de statuile a doi elefanți. Palatul fostului domnitor poate fi și el vizitat. Un alt centru turistic cunoscut este Prapat.